# Teodor Pop
Teodor Pop (1782-1835) a fost profesor titular de studii biblice și limbile orientale la
Seminarul Greco-Catolic din Blaj și inițiator al hermeneuticii biblice.
El a întocmit, între 1816 și 1830, mai multe manuale în limba latină, pentru studenții teologi în primii doi ani de studiu: Praelectiones in studium introductionis generalis Novi Testamenti, Praelectiones in studium introductionis specialis Novi Testamenti, Institutiones hermeneuticae utriusque Testamenti și Praelectiones exegeticae in S[anctum] Evangelium Matthaei. Scopul lor a fost de comunicarea cunoștințelor necesare pentru a înțelege textul Noului Testament și pentru a dezvălui metode de interpretare a acestui text. El a compilat, de asemenea, un curs scurt în limba română, intitulat Istorie evanghelicească, în care sunt descoperite pe baza de evanghelii istoria sfânților de la nașterea lui Ioan Botezătorul la Înălțarea lui Iisus . Cursul a fost destinat pentru așa-numiții "moraliști", care au participat la un program de formare mai scurtă pentru a deveni preoți. Extrem de interesantă este secțiunea definitivă a acestui curs, care include un ghid adresat clericilor, acesta referindu-se la întrebările care trebuie să fie abordate credincioși în timpul mărturisirii. Acestea sunt aranjate în funcție de cele zece porunci, imperativele bisericii, șapte păcate de moarte, dar, de asemenea, în funcție de poziția socială și de statutului profesional al celor care au mărturisit. De fapt, textul reprezintă primul manual confesional în limba română al Bisericii Greco-Catolice.
O altă dimensiune a activității lu Teodor Pop a reprezentat activitatea de traducător de cărți din Vechiul Testament: Psaltirea, a cărei publicare a fost încheiat în 1835 de [[Timotei
Cipariu]], dar și alte câteva traduceri, care au rămas scrise de mână
(Pildele lui Solomon, Ecleziastul și Cântarea cântărilor, din rândul cărților poetic-sapiențiale, Isaia, Ieremia și Plângerile, Iezechiel și Daniel, din rândul celor profetice).
A treia latură a activității sale a fost cea de autor de îndemnuri, predici și exerciții spirituale
adresate fie clericilor de la Seminar fie credincioșilor. Analiza conținutului acestor scrieri și nota de semnificații de bază ale acestora, efectuate în cadrul acest studiu, vor fi urmate în viitor, prin anchetă a modelelor folosite de către Teodor Pop, pentru a putea evidenția modificările pe care cultura modernă teologică a românilor din Transilvania a suferit-o.